# Tino di Camaino
Tino di Camaino   (Siena, c. 1280 - Nàpols, 1337 (Gregorià)) és un escultor gòtic de Siena.

## Biografia
Fill de Camaino di Crescenzio di Diotisalvi, fou alumne de Giovanni Pisano, a qui ajudà en la construcció de la façana de la Seu de Siena. Continuà amb el seu mestre a Pisa, on fou nomenat mestre d'obres en la catedral el 1311. En aquest període esculpí la tomba d'Arrigo VII (1315).A Siena, on tornà de 1315 a 1320, feu el sepulcre del cardenal Petroni (1317), i el cèlebre monument del bisbe Orso, que realitzà per a la Seu de Florència després del 1321.
Altres treballs destacats del seu període florentí són una Marededéu al Museu Nacional del Bargello i la Caritat al Museu Bardini, a més d'un altre monument funerari per a Gastone de Tour conservat al museu de la basílica de la Santa Creu.
El 1323 es trasllada a Nàpols al servei de Robert d'Anjou, on realitzà molts monuments funeraris: el 1323, el de Caterina d'Habsburg, reina de Polònia, en San Lorenzo Maggiore, el 1325; el de la reina Maria d'Hongria en Santa Maria Donnaregina. A l'església de Santa Clara als darrers anys de la seua vida, esculpí la tomba de Carles de Calàbria i Maria de Valois.

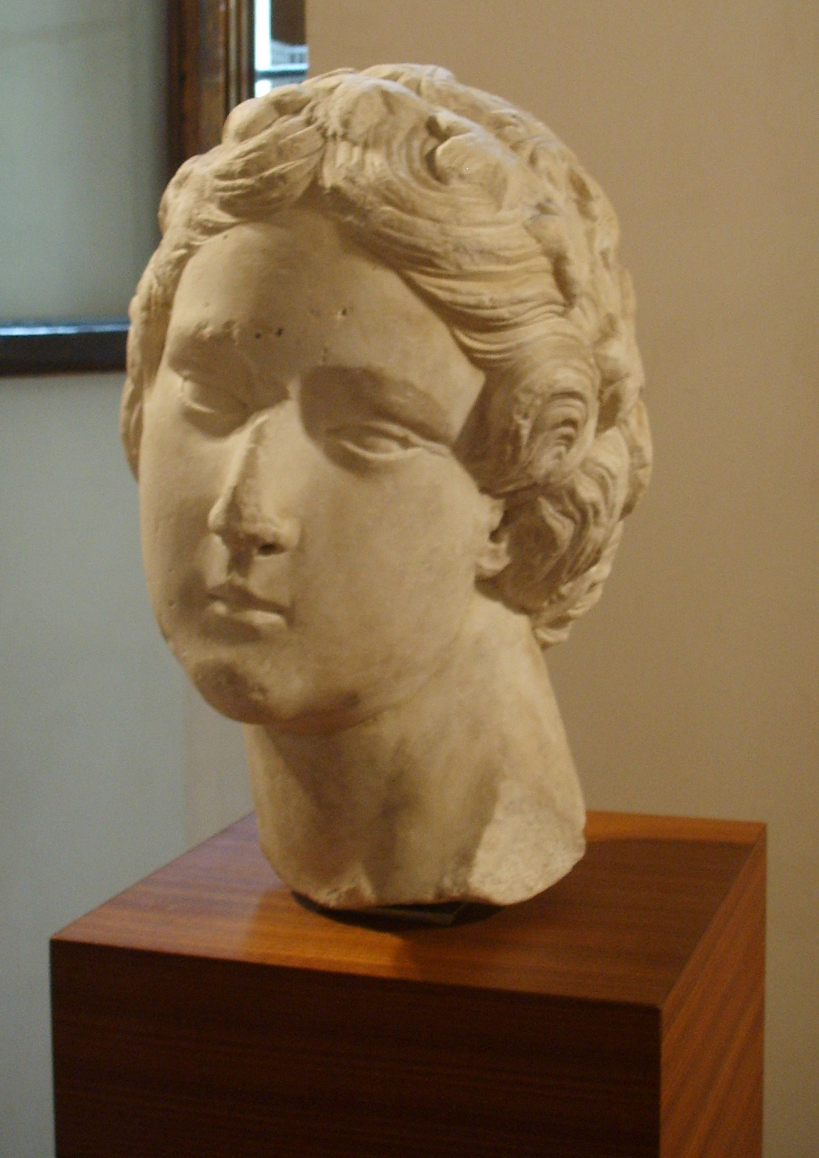
Representació de la Virtut, provinent de la façana de Santa Maria del Fiore, al Museu dell'Opera del Duomo (Florència)